# Мостки (Новгородская область)
Мостки́ — деревня в Чудовском районе Новгородской области, входит в состав Трегубовского сельского поселения.
Расположена на федеральной автомобильной дороге «Россия» М10 (E 105) в 40 км от Великого Новгорода, между деревнями Мясной Бор и Спасская Полисть. Через деревню протекает река Полисть — левый приток Волхова.

## История
В апреле 1942 года в районе деревень Мостки, Мясной Бор, Спасская Полисть в ходе Любанской операции попала в окружение и была практически полностью уничтожена 2-я ударная армия Волховского фронта. Кроме солдат Красной Армии в последующем многочисленные потери понесли здесь войска Вермахта, а также воевавшая на стороне фашистской Германии испанская Голубая дивизия.
Ежегодно в окрестных лесах ведутся поисковые работы и по их окончании проводятся массовые захоронения найденных останков военнослужащих.

## Ссылки

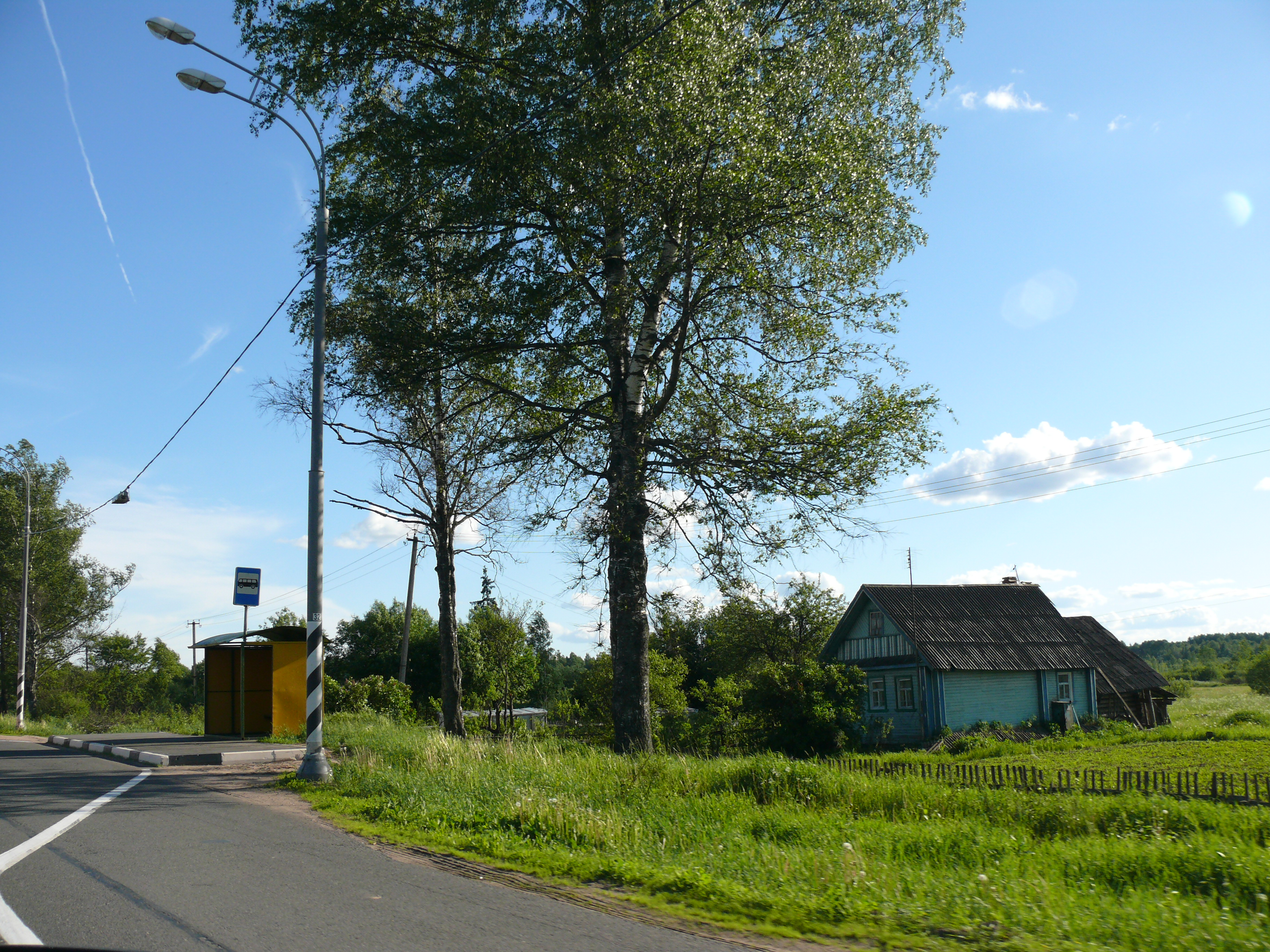
Автобусная остановка и один из домов в Мостках